# موز جورجي
موز جورجي (الاسم العلمي: Musa georgiana) هو نوع هجين غير مؤكد من النباتات يتبع جنس الموز من فصيلة الموزية.